# Combiring
Een combiring is in feite een normale vaste voetring waarmee een vogel gemerkt kan worden. Als extra voorziening is er de mogelijkheid om een chip te bevestigen. Er zijn twee typen. De voorziening aan de éne ring is zo ontworpen dat de clipchip stevig en veilig op de combiring kan worden aangebracht en bij de andere is in de ring een voorziening aangebracht waar men de chip in schuift. Door deze speciale constructies is het mogelijk om de chip opnieuw te gebruiken. 
De combiring wordt onder andere gebruikt in de postduivensport. In de toekomst zal de combiring het gebruik van een losse chipring vervangen.
Het geheugen van de chip bevat onder andere het landnummer, verenigingsnummer en lidnummer van de eigenaar van de duif, alsook het jaartal en het ringnummer van de duif, hierdoor vormt het een uniek identificatienummer. 
Het uitlezen van de chip van de combiring kan op een antenne verbonden aan een duivenklok.

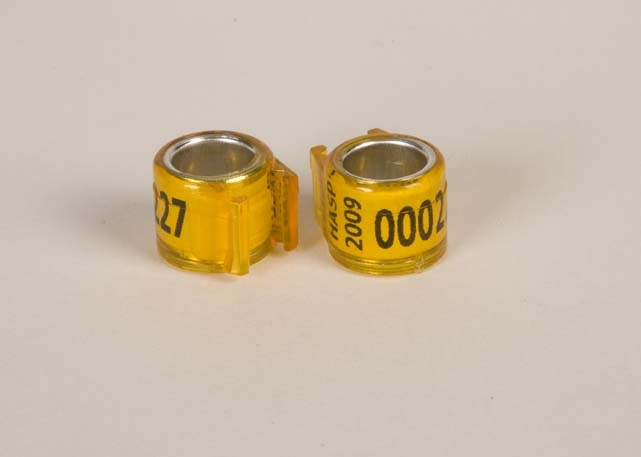
Combiring